# Ordine dello Shah Ismail
L'Ordine dello Shah Ismail è un'onorificenza azera.

## Storia
L'Ordine è stato fondato il 10 novembre 1992.

## Assegnazione
L'Ordine è assegnato ai cittadini:
- per meriti speciali nel rafforzare l'organizzazione delle Forze Armate della Repubblica di Azerbaigian;
- per i servizi speciali per garantire l'integrità territoriale e la sicurezza della Repubblica dell'Azerbaigian;
- per attività di eccellenza di leadership militare;
- per servizi speciali in situazioni di emergenza nel paese.

## Insegne
- Il nastro è rosso con una fascia gialla con vicino a un'altra sottile striscia pure gialla.